# Saint-André-de-Najac
Saint-André-de-Najac é uma comuna francesa na região administrativa de Occitânia, no departamento de Aveyron. Estende-se por uma área de 25,1 km². Em 2010 a comuna tinha 462 habitantes (densidade: 18,4 hab./km²).